# كارلوس إم. أوتشوا
كارلوس إم. أوتشوا (بالإسبانية: Carlos Ochoa Nieves)‏ هو عالم نبات بيروفي، ولد في نوفمبر 1929 في كوسكو في بيرو، وتوفي في 11 ديسمبر 2008 في ليما في بيرو.